# Palazzo dei Dieci Savi
Palazzo dei Dieci Savi è un'architettura di Venezia, ubicata nel sestiere di San Polo e affacciata sul Canal Grande, presso il ponte di Rialto.

## Storia
Costruito nella prima metà del XVI secolo, Palazzo dei Dieci Savi è un progetto di Antonio Abbondi. Divenne sede dei Dieci Savi alle Decime, magistratura responsabile delle finanze della Serenissima. Ebbe questa funzione per tutta la durata della Repubblica.
Restaurato nel 1925 dall’arch. Agostino Jaccuzzi e in buono stato di conservazione, il palazzo fu sede del Magistrato alle acque, ente pubblico soppresso nel 2014 a seguito dello scandalo del MOSE.

## Descrizione

Il Leone di San Marco sulla facciata

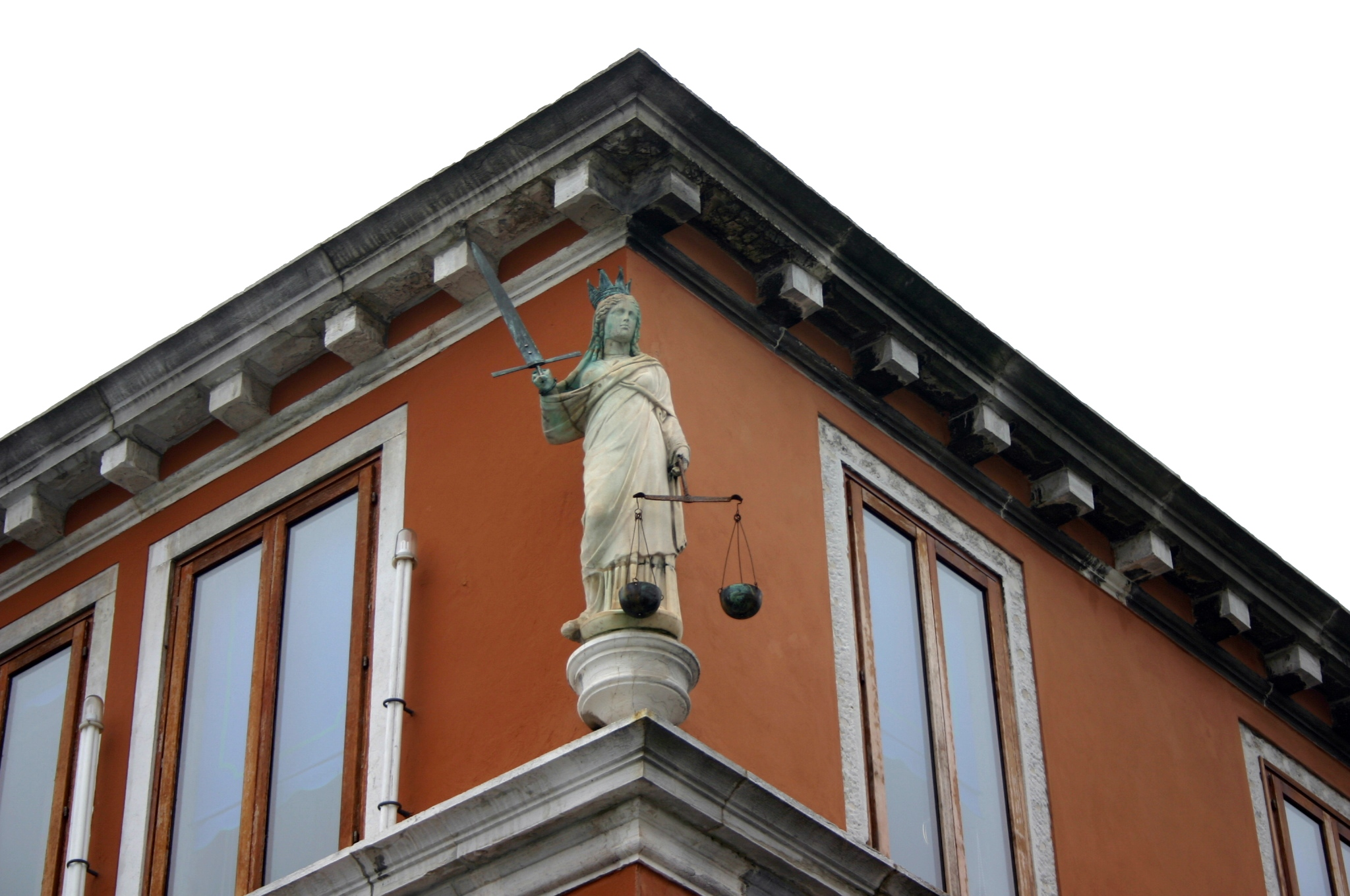
Particolare con La Giustizia

Il palazzo ha una facciata lunga sulla ruga degli Oresi e una corta sul Canal Grande.
La facciata lunga è aperta al pian terreno da un portico di ben trentasette arcate a tutto sesto, il soffitto del quale, a volte a crociera, è coperto da affreschi, vaste porzioni dei quali sono discretamente conservate.
I due piani superiori, divisi da lunghe e spesse cornici marcapiano, sono disegnati all'insegna della razionalità, coerentemente con la funzione stessa che aveva il palazzo: lo aprono due file di trentasette monofore rettangolari in disadorne cornici lapidee. Sulla sommità, un sottile cornicione a dentelli percorre il sottotetto.
Simile l'impostazione della facciata sul canale: essa è aperta da quattro arcate al piano terra e da cinque coppie di monofore rettangolari ai piani superiori.
Solo due gli elementi decorativi: una statua cinquecentesca rappresentante la Giustizia, posta al secondo piano, nell'angolo tra le due facciate; un bassorilievo con un Leone di San Marco, inserito in cornice circolare e risalente al 1848, epoca della breve Repubblica di San Marco, in opposizione al dominio austriaco che l'aveva recentemente tolto.